# Monte Fairweather (Antartide)
Il Monte Fairweather (in lingua inglese: Mount Fairweather) è una prominente montagna antartica, alta 1.865 m, situata alla testa del Ghiacciaio Somero, 7 km a nordest del Monte Schevill, nei Monti della Regina Maud, in Antartide. 
La denominazione è stata assegnata dal gruppo sud della New Zealand Geological Survey Antarctic Expedition (1963–64), che aveva incontrato un inusuale periodo di bel tempo mentre si trovava a lavorare nella zona circostante a questa vetta.